# Marián Labuda

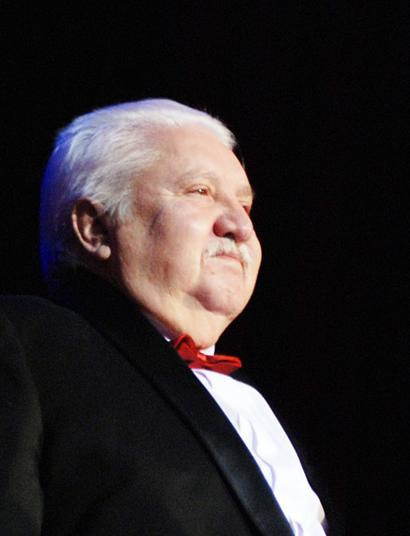
Marián Labuda (2011)

Marián Labuda (* 28. Oktober 1944 in Hontianske Nemce, Slowakischer Staat; † 5. Januar 2018 in Bratislava, Slowakei) war ein slowakischer Schauspieler.

## Leben
Labuda wurde in den 1980er Jahren durch tschechoslowakische Produktionen in Westeuropa einem breiten Publikum bekannt. In seinen Rollen spielt Labuda vor allem tragisch-komische Charaktere. In Deutschland wurde Marián Labuda 1985 in Jiří Menzels Heimat, süße Heimat in seiner Paraderolle als ständig genervter LKW-Fahrer Pávek bekannt und erhielt 1986 in Montreal einen Spezialpreis für diese Rolle. 1987 erhielt Heimat, süße Heimat eine Oscar-Nominierung als bester ausländischer Film.
1993 spielte Labuda auch in der ARD-Produktion „Der kleine Vampir – Neue Abenteuer“ mit und übernahm dort die Rolle des Vampirjägers Geiermeier.

## Filmografie (Auswahl)
- 1981: Bulldoggen und Kirschen (Buldoci a třešně)
- 1984: König Drosselbart (Kráľ Drozdia brada)
- 1985: Heimat, süße Heimat (Vesničko má středisková)
- 1988: Gute Tauben kehren immer zurück (Dobří holubi se vracejí)
- 1989: Ende der alten Zeiten (Konec starých časů)
- 1990: Der Reisekamerad (Vandronik)
- 1991: Zauber der Venus (Meeting Venus)
- 1991: Prager Bettleroper (Žebrácká opera)
- 1992: Das Geheimnis des Alchimisten Storitz (Tajomstvo alchymistu Storitza)
- 1993: Die Rückkehr der Märchenbraut (Arabela se vrací)
- 1995: Rennschwein Rudi Rüssel
- 1995: Der Garten (Záhrada)
- 1997: Der Feuervogel (Pták Ohnivák)
- 1997: Lotrando und die schöne Zubejda (Lotrando a Zubejda)
- 1999: Viva Afrika – Hochzeit mit Hindernissen (Fontána pre Zuzanu 3)
- 1999: Alle meine Lieben (Vsichny moji bliczi)
- 2006: Ich habe den englischen König bedient (Obsluhoval jsem anglického krále)

## Quelle
- ARD-Pressemappe „Der kleine Vampir - Neue Abenteuer“, September 1993